# فرودگاه تک‌بانده دوندرسکامپ
فرودگاه تک‌بانده دوندرسکامپ (به انگلیسی: Donderskamp Airstrip) یک فرودگاه همگانی است . این فرودگاه در کشور سورینام قرار دارد .